# 海山館
23°00′06″N 120°09′46″E / 23.001538°N 120.162672°E
海山館位於臺南市安平區，是直轄市定古蹟，確切建成年代不明。海山館是清朝來臺駐守的福州海壇鎮標水師班兵所建之會館（廟館），而海山館之名則是因為該營原駐守地福州海壇島上有一座山名為「海山」。在安平這樣的會館原本共有五座，但今天只剩下海山館而已。

## 沿革
臺灣成為清朝領土之後，因為認為清廷臺灣易生民變，故臺灣駐守的軍隊不從當地徵用，而主要從福建調來，行約三年一輪的班兵制。當時駐守臺灣的軍力共有十營，不計將領，士兵約有一萬人，其中八千人在臺灣本島，兩千人則在澎湖群島。這十營之中有五營是陸師，從福建的漳州、汀州、建寧、福寧、海壇、金門六鎮標及福州、興化、延平、閩安、邵武五協標調來；另外五營則是水師，來自海壇、金門、閩安三協標和廣東水師的南澳鎮標。而當時駐守臺灣的水師之主要據點便在安平，水師副將之官衙便設在熱蘭遮城裡。
由於這些官兵都是外地人，很自然地便以家鄉為中心蓋起了會館，以供奉家鄉神祇和作為聯絡聚會之所，於是包括海山館在內的「安平五館」便因而出現。而當有時候海象不佳以致官兵無法如期回鄉時，會館便成為這些官兵的棲身之所，直到海象平復為止。值得一提的是，由於雍正時規定派到臺灣的官兵不可以和當地居民有共同的祖籍，故當時在安平的官兵都非泉州或漳州籍。
而進入日治時期後，由於失去原有功能，「安平五館」便因而荒廢毀棄。進入民國後，只剩下海山館依然存在，並被安平人張長庚買下，修建成三合院式的住宅，而原有的神像則移到海頭社文朱殿供奉。直到民國六十四年（1975年），臺南市政府為了慶祝「臺南觀光年」，便收購了變成民宅的海山館，並於十年後在此成立「安平鄉土館」以展示安平鄉土文物。近年曾又再次整修，現已重新開放。

## 建築特色
海山館座西朝東，為高聳白牆所包圍，牆頭與屋簷交接處則繪有藍色調的裝飾。而在圍牆則有牆門兩座，主牆門上有文字裝飾，側牆門上則有安平的「劍獅」作裝飾。
館內原有澎湖水師協副將王得祿所贈的一對「五福臨門」蝙蝠石柱，現移至安平妙壽宮三川門前。

## 圖片

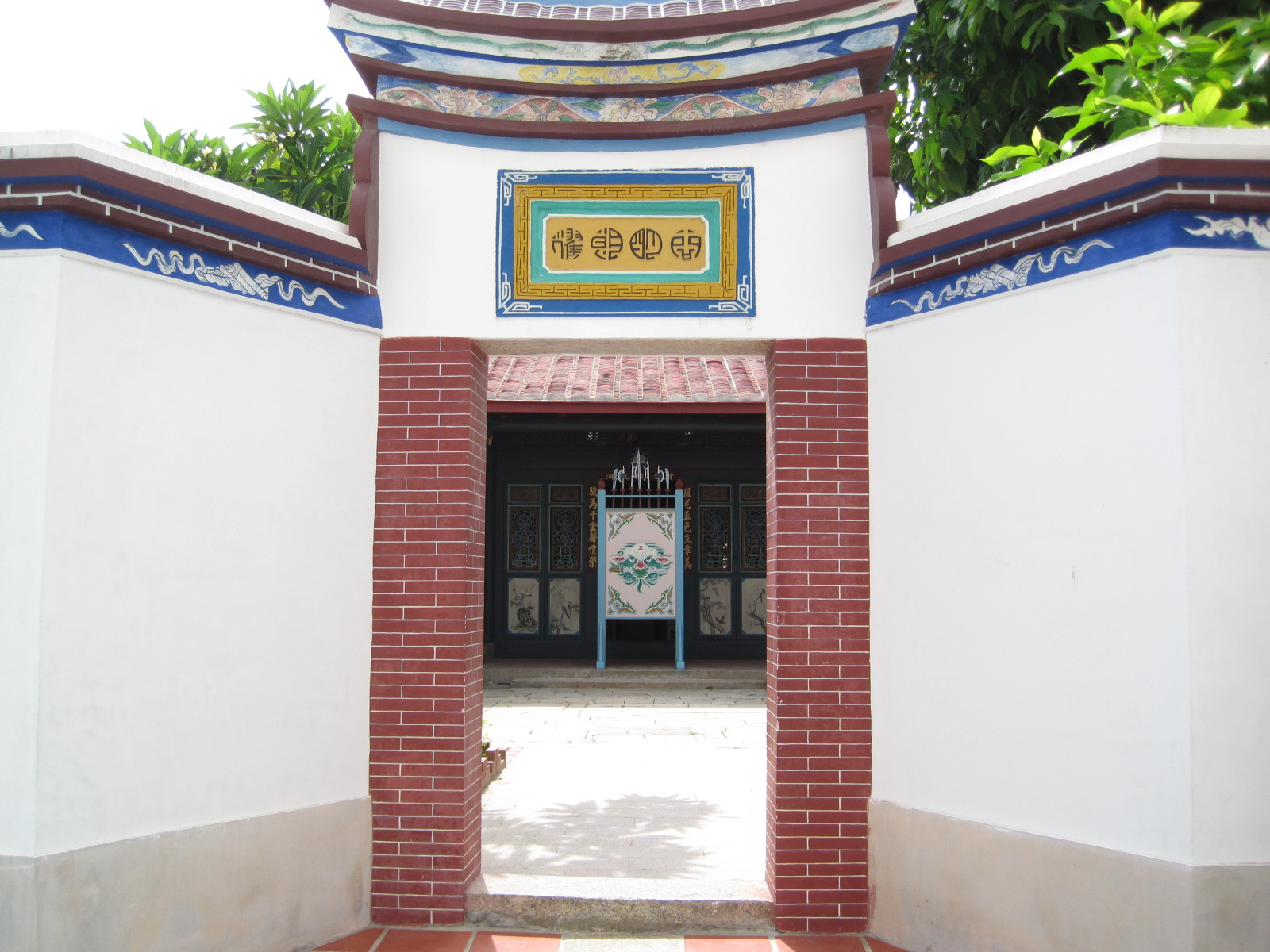
海山館主牆門
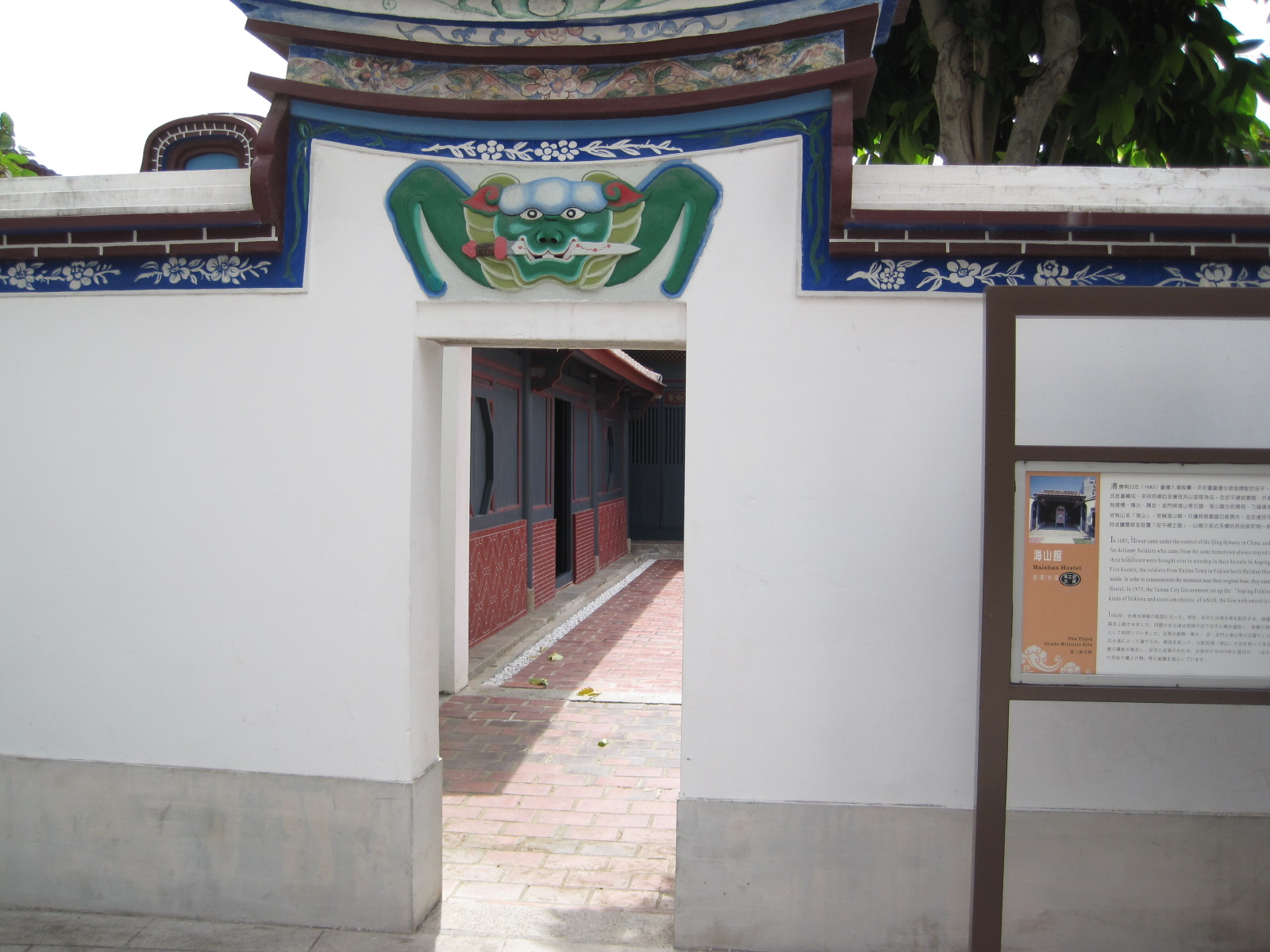
海山館側牆門
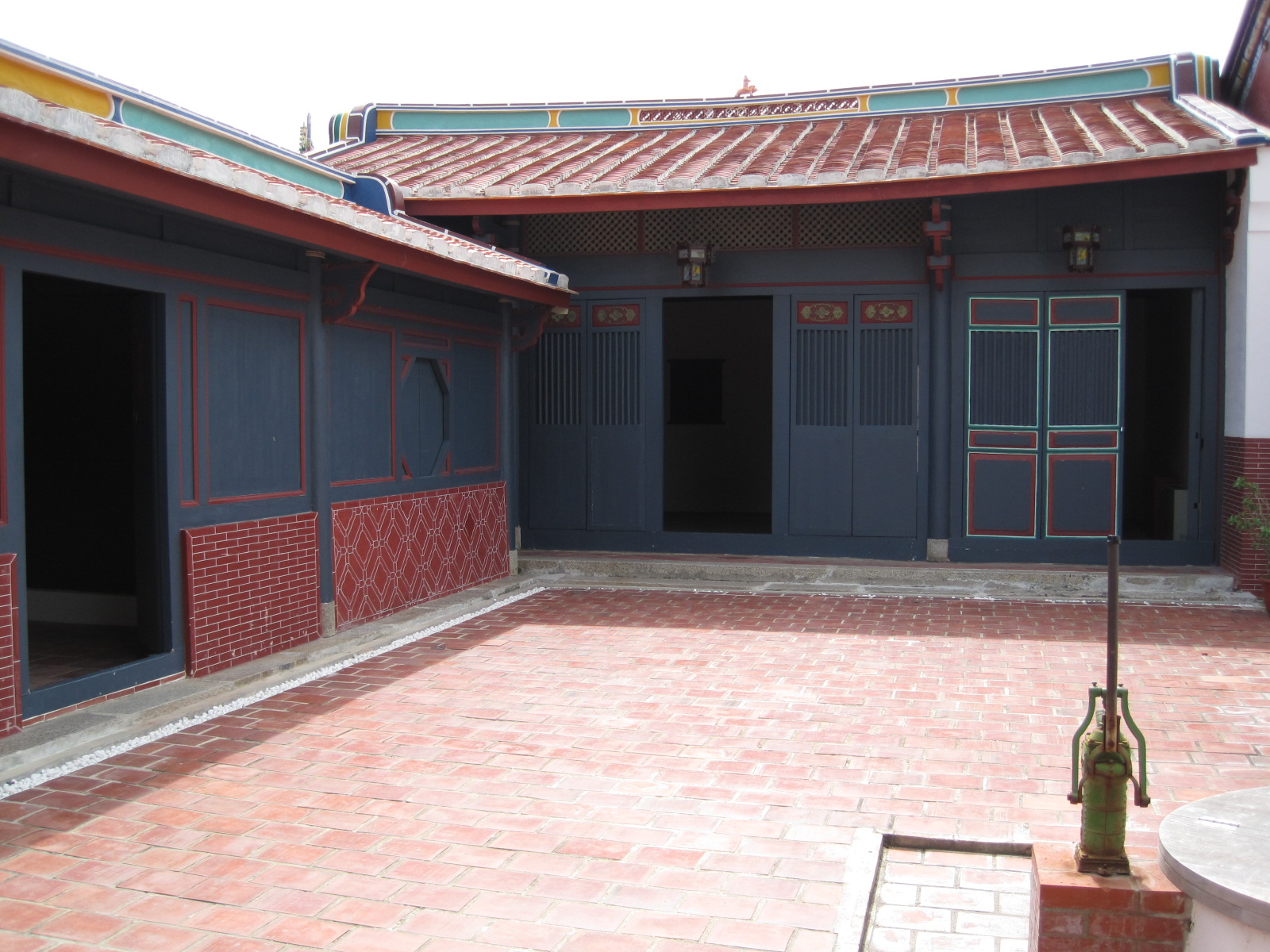
海山館內景（南側廂房）
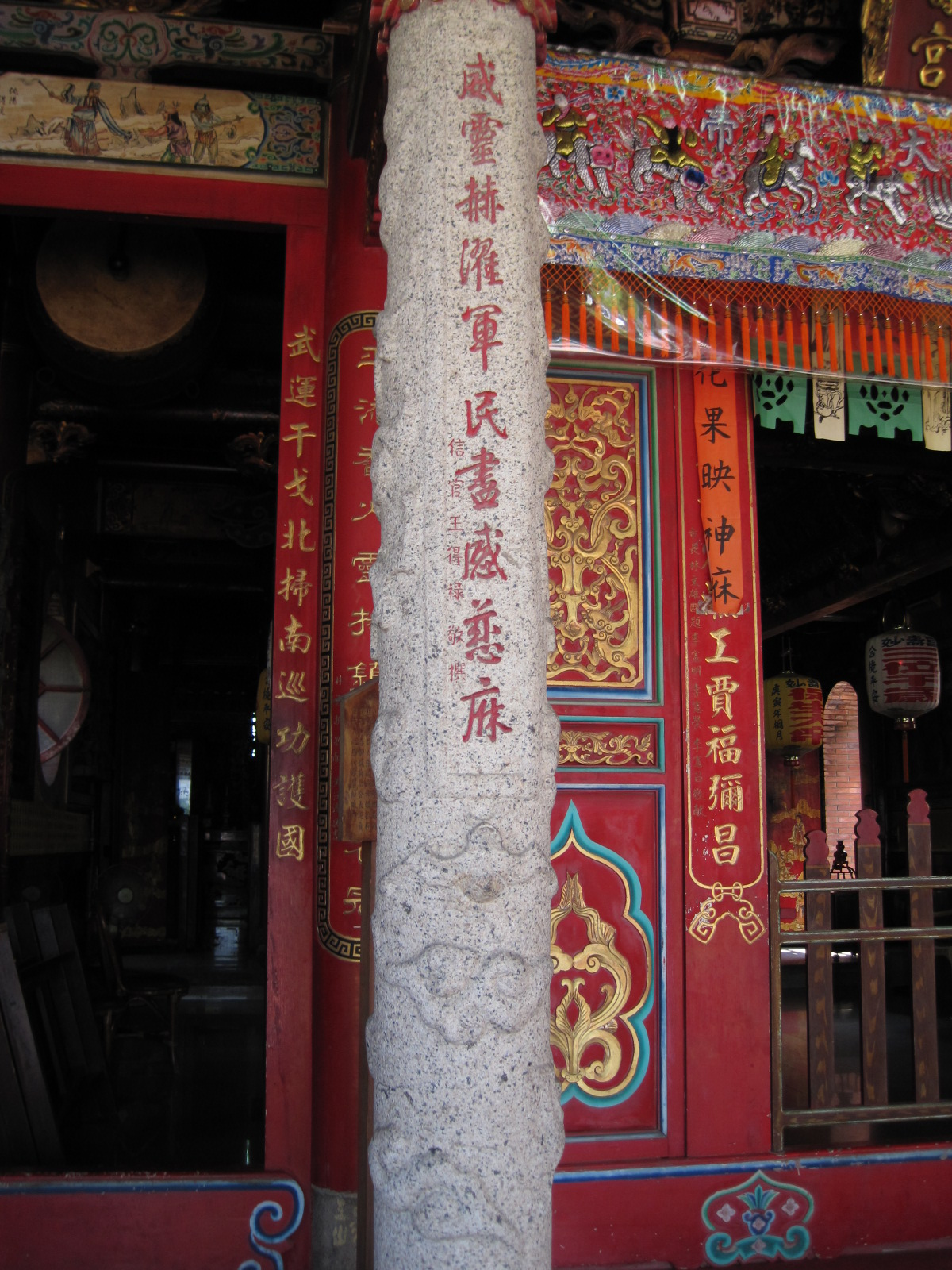
現位於妙壽宮的蝙蝠石柱之一，上面有王得祿的署名。

## 外部連結
- 海山館的Facebook專頁
- 臺南市政府觀光旅遊局——海山館 （页面存档备份，存于）
- 安平港國家歷史風景區之介紹